# Jesús Navas
Jesús Navas González (Los Palacios, 21. listopada 1985.) bivši je španjolski nogometaš-